# Schreiteria
Schreiteria is een kevergeslacht uit de familie van de boktorren (Cerambycidae). De wetenschappelijke naam van het geslacht werd voor het eerst geldig gepubliceerd in 1933 door Melzer.

## Soorten
Schreiteria omvat de volgende soorten:
- Schreiteria bruchi Melzer, 1933
- Schreiteria colombiana Monné M. A. & Monné M. L., 2007